# فايشا العمياء
فايشا العمياء (بالفرنسية: Vaysha l'aveugle)‏ هو فيلم رسوم متحركة قصير كندي من تأليف تيودور أوشيف سنة 2016، مقتبس من قصة لغيورغي غوسبودينوف.
فاز الفيلم بجائزة لجنة التحكيم الخاصة وجائزة لجنة تحكيم الأفلام القصيرة في طبعة عام 2016 من مهرجان آنسي الدولي لأفلام الرسوم المتحركة (Festival international du film d'animation d'Annecy). كما أنه رُشِّح لجائزة الأوسكار لأفضل فيلم رسوم متحركة قصير في حفل توزيع جوائز الأوسكار التاسع والثمانون.

## القصة
«فايشا» ليست كباقي الفتيات. فهي ولدت بعين خضراء وأخرى بنيّة. هذا التناقض اللوني الذي يميز فايشا في نظرتها سيزيدها جمالا وفتنة كشابة يافعة. لكن مصدر هذه الجاذبية كما يجدها أهالي البلدة في فايشا، هو مصدر شقاء بالنسبة لها، إذ بعينها اليسرى لا ترى إلا الماضي، وبعينها اليمنى لا ترى إلا المستقبل، فهي تعاني عمى من نوع خاص، حيث الحاضر غير موجود في نظرها.

## روابط خارجية
- فايشا العمياء على موقع IMDb (الإنجليزية)
- فايشا العمياء على موقع فيلمافينيتي (الإسبانية)
- فايشا العمياء على موقع قاعدة بيانات الفيلم (الإنجليزية)
- فايشا العمياء على موقع ليتربوكسد (الإنجليزية)
- فايشا العمياء على موقع كينوبويسك (الروسية)